# Steven Mac Andrew
Steven Mac Andrew is een Surinaams socioloog en politicus. Hij is sinds april 2022 minister van Arbeid, Werkgelegenheid en Jeugdzaken.

## Biografie
Steven Mac Andrew behaalde zijn graad van doctorandus in organisatie en management aan de faculteit voor Sociologie van de Anton de Kom Universiteit van Suriname (AdeKUS). Daarna voltooide hij zijn masterstudie aan de Universiteit van Birmingham in armoedevermindering en ontwikkelingsmanagement. Tijdens zijn carrière, in december 2023, slaagde hij opnieuw voor een masterdiploma, aan de My Business School van de Universiteit van Limerick in Ierland.
Van 1994 tot 1998 werkte hij op de afdeling voor humanresourcesmanagement van British American Tobacco in Suriname en vervolgens veertien jaar lang bij de unit voor de Caricom Interne Markt en Economie. Hier was hij jarenlang eindverantwoordelijk voor de vorming van een vrij verkeer van personen tussen de lidstaten. Hij was van 2014 tot 2020 directeur van de Vereniging Surinaams Bedrijfsleven (VSB). Voor de Internationale Arbeidsorganisatie (ILO) werkte hij aan de invoering van het programma Decent Work.
In 2018 werd hij lid van het Onafhankelijk Kiesbureau (OKB) namens de VSB. In hetzelfde jaar was hij ook een van de oprichters van de AdeKUS Alumni Associatie (A3). In 2019 werd hij gekozen tot voorzitter van het Suriname Business Forum (SBF). In 2021 was hij betrokken bij het Basic Needs Trust Fund (BNTF) van het Arbeid, Werkgelegenheid en Jeugdzaken dat kansen voor micro-ondernemerschap moet bieden voor mensen met een beperking.
Op 19 april 2022 werd hij geïnstalleerd als minister van Arbeid, Werkgelegenheid en Jeugdzaken in het kabinet-Santokhi. Hier volgde hij Rishma Kuldipsingh op die doorschoof naar Economische Zaken, Ondernemerschap en Technologische Innovatie. Daarnaast nam hij vanaf maart 2023 ad interim de post op Ruimtelijke Ordening en Milieu over van Silvano Tjong Ahin.